# أمانتادين
أمانتادين هو دواء للفيروسات، يعطل تأثير الفيروس في الجسم.وينتمي الأمانتادين إلى مضادات الفيروسات، من مجموعة الأدامانتانات. يستعمل هذا الدواء عادة كعلاج وقائي وعلاجي ضد النزلة (الانفلونزا) من النوع A. كدواء وقائي، يحمي امانتادين نحو 70% من المرضى الذين لم يتلقوا التطعيم ضد الإنفلونزا. يعتبر الامانتادين ناجعا في تخفيف حدة الاعراض، إذا تم تناوله خلال 48 ساعة من الإصابة بالمرض.
أمانتادين (بالإنجليزية Amantadine)، دواء يباع تحت أسماء تجارية عديدة أهمها «جوكوفري»، ويُستخدم لعلاج خلل الحركة المرافق لداء باركنسون والإنفلونزا الناجمة عن فيروس الإنفلونزا من النمط إيه، لكن استخدامه لعلاج الداء الأخير لم يعد ضمن التوصيات الحديثة بسبب انتشار المقاومة الدوائية على نطاق واسع. يعمل الدواء على مناهضة المستقبلات النيكوتينية وتحريض المستقبلات الدوبامينية والمناهضة غير التنافسية لمستقبلات نمدا. يملك الدواء خصائص مضادة للفيروسات عبر مناهضة القناة البروتونية إم 2 في فيروس الإنفلونزا إيه ما يمنع هربه من الجسيمات الداخلية (أي منع إطلاق المادة المورثية ضمن سيتوبلازما الخلية المضيفة).
استُخدم الأمانتادين للمرة الأولى في علاج الإنفلونزا إيه، وحظي الدواء بموافقة الاستخدام للوقاية من هذا النمط الفيروسي عام 1976 بعد كشف الخصائص المضادة للفيروسات للمرة الأولى عام 1963. ظهرت المقاومة الفيروسية للدواء لأول مرة في جائحة الإنفلونزا إيه عام 1980، وتكرر ظهور هذه المقاومة حتى أوائل العقد الأول من القرن الحادي والعشرين. لم يعد يوصى باستخدام الأمانتادين حاليًا في علاج هذا النمط من الإنفلونزا بسبب المستويات العالية من المقاومة بين فيروسات الإنفلونزا إيه المنتشرة.
في عام 1973، وافقت إدارة الغذاء والدواء الأمريكية على استخدام الدواء لعلاج داء باركنسون، وفي عام 2017، نال الشكل مديد التحرر من الدواء موافقة الاستخدام لعلاج خلل الحركة المرافق لليفودوبا. يشمل الاستخدام الطبي غير المصرح كلًا من علاج التعب المرافق للتصلب المتعدد وتسريع معدل التحسن الوظيفي والتيقظ المصحوب بالإصابة الدماغية.
يملك الأمانتادين مجموعة تأثيرات جانبية خفيفة أشيعها التأثيرات العصبية التي تشمل النعاس وخفة الرأس والدوخة والتشوش الذهني. لا يُنصح بإشراك الدواء مع المحرضات الأخرى للجهاز العصبي المركزي أو الأدوية المضادة للكولين بسبب تأثيراته على الجهاز العصبي. يُمنع استخدام الأمانتادين على الأشخاص في المراحل الانتهائية من القصور الكلوي لأنه يُطرح عبر الكلية. يجب أخذ الحيطة عند تناول الدواء لدى المصابين بضخامة البروستات أو الزرق العيني (ارتفاع ضغط العين) بسبب تأثيراته المضادة للكولين، ويُفضل تجنب استخدامه بالترافق مع اللقاحات المضعفة الحية لأنه يحد من فعاليتها.

## البنية الكيميائية
يمثل الأمانتادين (الذي يُباع تحت الأسماء التجارية جوكوفري وسيمادين وسيميتريل) المكون العضوي لمركب 1-أدامانتيلامين أو 1-أمينوأدامانتان الذي يشكل الأدامانتان أساسه البنيوي مع مجموعة أمينية تُستبدل بأحد مواقع الميثين الأربعة. يُعد ريمانتادين مشتقًا وثيق الارتباط بالأمانتادين مع خصائص حيوية مشابهة، إذ يستهدف كلاهما قنوات البروتون إم 2 في فيروس الإنفلونزا إيه.

## آلية العمل

### داء باركنسون
ما تزال الآلية الكامنة وراء تأثير الدواء المضاد لباركنسون مبهمةً حتى الآن. يُعد الأمانتادين مناهضًا ضعيفًا لمستقبلات الغلوتامات من نمط نمدا ومحرضًا لإطلاق الدوبامين وحاصرًا لاسترداده. من المحتمل أن هذا الدواء لا يثبط إنزيم أكسيداز أحادي الأمين. يملك الأمانتادين تأثيرات عديدةً على الدماغ تشمل تحرير الدوبامين والنورإبينفرين من النهايات العصبية، ويبدو أنه يملك خصائص مضادةً للتأثيرات الكولينية (خاصةً المستقبلات النيكوتينية ألفا-7) مماثلًا بذلك دواء الميمانتين.
في عام 2004، اكتُشف أن الأمانتادين والميمانتين يرتبطان مع مستقبلات سيغما 1 (تساوي ألفة المستقبل لهذين المركبين 7.44 ميكرو مولار و2.60 ميكرومولار على التوالي) وينشطانه، ويُعد تنشيط مستقبل سيغما 1 أحد التأثيرات الدوبامينية للأمانتادين في تراكيزه العلاجية. يمكن توسيع هذه الاستنتاجات لتشمل مركبات الأدامانتان الأخرى مثل الأدابرومين والريمانتادين والبرومانتان، وهذا قد يفسر التأثيرات النفسية المحرضة لهذه العائلة من المركبات.

### الإنفلونزا
لا يوجد ارتباط بين الآلية التي يعالج فيها الأمانتادين داء باركنسون والإنفلونزا. يستهدف الدواء القناة البروتونية إم 2 في الإنفلونزا إيه، وهذه القناة تعمل على السماح للفيروسات داخل الخلوية بالتنسخ (وتعمل أيضًا على السماح لشوارد الهيدروجين بالعبور إلى الحويصلات)، وترسل البروتينات الفيروسة المتشكلة إلى المسافة بين الخلوية (التناثر الفيروسي). يؤدي حصر قناة إم 2 إلى منع الفيروس من الانتساخ عبر إيقاف التنسخ والاصطناع الفيروسي والإخراج الخلوي.
يعمل الأمانتادين والريمانتادين بأسلوبين متطابقين ميكانيكيًا، إذ يدخلان جوف قناة إم 2 رباعية القسيمات ويحصران عمل المسام القنوي، أي يمنعان النقل البروتوني. نتجت مقاومة هذا الصنف الدوائي عن طفرة في الحمض الأميني المبطن للمسام القنوية في القناة البروتونية، وهذا يمنع كلًا من الأمانتادين والريمانتادين من الارتباط بالقناة كما في الحالة الطبيعية.

## آلية العمل
يساعد الأمانتادين على استعادة نشاط الدوبامين في الدماغ، مما يفيد في تقليل أعراض مرض باركنسون أو (شلل الرعاش paralysis agitans).
يعمل عن طريق تثبيط العديد من المستقبلات في الدماغ، ومستقبلات الدوبامين بشكل خاص.
ما تزال الآلية الحركية للأمانتادين غير معرفة حاليا، ولكن ربما يدل على زيادة في إنتاج الدوبامين وإطلاقه، مع تثبيط إعادة امتصاص الدوبامين.يقوم الأمانتادين بمساعدة الجهاز المناعي للجسم حتى يقاوم الأنفلونزا.

## الاستعمالات
يستعمل هذا الدواء للوقاية من الإنفلونزا من النوع (أ) أو معالجتها.
بعد البدء باستخدامه بسنوات قليلة، تبين أن دواء أمانتادين مفيد أيضاً في تخفيف الأعراض لدى مرضى باركينسون (الشلل الرعاش) لبضعة اسابيع، بينما يزول تأثيره بعد بضعة أشهر.

## طرق الاستعمال
في بعض الاحيان، يتم اعطاء هذا الدواء مع دواء اخر هو ليفودوبا (Levodopa).ويعطى على شكل أقراص، أو كبسولات أو عن طريق الحقن.
وعدد الجرعات يكون مرة إلى مرتين في اليوم. ووزن الجرعة هو بين 100الى 200مليغرام في اليوم.
وتكون بداية الفعالية عدة اسابيع قبل بدء الشعور بالتاثير الإيجابي الكامل.وتستمر مدة الفعالية حتى 24 ساعة.

## التحذيرات
لا يجب اعطاء الدواء للمرضى، إذا كان لديهم تحسس للأمانتادين أو أي مكون آخر من هذا الدواء.
كما يجب حفظه في عبوة مغلقة في مكان جاف وبارد، بعيدا عن متناول ايدي الأطفال.
إذا ظهرت اعراض مثل زيادة في نبضات دقات القلب، ضيق التنفس، أو تشوش الرؤية، فيجب ابلاغ الطبيب فورا.

## التأثيرات الجانبية
التأثيرات الجانبية لهذا الدواء غير خطرة إذا استعمل بدون تداخل دوائي اخر. وتشمل أعراض هذا الدواء في:دوار أو دوخة، النعاس، ضبابية في الرؤية، غثيان أو قيء، أرق.وإذا جرى تناول الأمانتادين مع أدوية أخرى لها تأثيرات عصبية مركزية، فقد يكون هناك خطر متزايد لحدوث تأثيرات جانبية، مثل عدم وضوح الرؤية والإمساك والارتباك وجفاف الفم والهلوسة ورؤية كوابيس.حالات نادرة من الطفح الجلدي الشديد، مثل متلازمة ستيفنز جونسون.

## الكيمياء
يحتوي هذا الدواء على عنصر نشط، اسمه امانتدين هدروكلوريد، ويعد الأمانتادين دواء مضاد فيروسي، كما يشارك الامانتدين في بعض الاحيان في العلاج، دواء اخر وهو ليفودوبا (Levodopa).